# Chapéu (futebol)
Um chapéu, também conhecido como banho de cuia, charro, clareada, emboquillada, globito, lençol, palanca, picadita, pique, sombrero e vaselina, é uma técnica em que o jogador joga a bola por cima da cabeça do adversário e passa por ele para recuperar mais à frente, geralmente sem que a bola caia no chão. Também designa um golo marcado com a bola rematada em arco por cima do goleiro.
Em geral, o lençol exige que o jogador golpeie a bola com a parte da frente do pé, usando o dedo do pé para levantar a bola no ar. Geralmente usado para marcar, ele se concentra em fazer a bola atingir uma certa altura vertical, onde o goleiro não consegue alcançá-la e então fazer com que ela volte para o gol.
Quando um lençol é usado em um pênalti, ele é chamado de cavadinha, internacionalmente conhecida como panenka.